# 국채보상운동기념공원
국채보상운동기념공원(國債報償運動記念公園)은 대구광역시 중구 동인동2가에 있는 공원이다. 동인동에 있어 ‘동인공원’이라고 불리다가 1999년 4월 현재의 명칭으로 변경하였다.

## 역사
1907년 봄 대구에서 비롯된 국채보상운동의 시민정신을 기념하고, 1998년 제2의 국채보상운동 전개로 IMF 경제난 극복과 도심지내 녹지공간 확보 및 시민의 안락한 휴식공간 제공을 위하여 명칭 또한 『국채보상운동기념공원』으로 정하여 1998년 3월부터 1999년 12월까지 중구 동인동에 조성된 공원이다. 국채보상운동의 숭고한 정신을 기리고 많은 시민들에게 휴식공간을 제공하기 위하여 조성한 국채보상운동기념공원은 42,509m2(12,859평)의 면적에 달구벌 대종, 종각, 녹도, 편의시설 등이 있다. 공원내 달구벌 대종은 향토의 얼과 정서가 담긴 맑고 밝은 소리가 울려 만인의 기상을 일깨우고, 화합과 번영을 염원하는 대구시민들의 뜻을 온세상, 온누리에 알리고자 1998년 12월 22일 동인동 국채보상운동기념공원 내에 건조 설치하였다.
대한제국 말기에 일어난 항일독립운동의 하나인 국채보상운동의 구국 정신을 계승하기 위하여 조성된 이 공원은 중앙도서관과 동인지하주차장 사이에 펼쳐진다. 이 곳에는 22.5t의 달구벌대종을 비롯하여, 향토서예가들이 쓴 이육사·박목월·조지훈·이호우·윤동주의 시비와 대형 영상시설, 이언적·김굉필·서거정·이황·정몽주·서상일·서상돈·이상화의 명언비가 있는 오솔길, 시원스럽게 뿜어대는 분수, 화합의 광장 등이 조성되어 있다.
지하에 3층 규모의 동인지하주차장이 마련되어 있어 시민들의 주차공간 확보를 돕고 있으며, 중앙도서관을 끼고 있어 청소년들이 많이 모인다. 시내가 가까워 연인들에겐 데이트 장소로 인기가 높다. 가장 최근에 조성된 공원으로 넓은 잔디광장과 주위로 천여그루의 수목이 심겨져 있으며, 벤치도 넉넉하게 마련되어 휴식을 즐기기에 적당하다. 또한 시원스럽게 뿜어대는 분수와 정자, 시골강산 나무를 연상시키는 석조물 등이 정취를 살리고 있다. 청소년 놀이마당, 음악회, 전시회 등이 개최되고 있으며, 달구벌대종 타종의식 행사를 매주 토.일 시행함으로써 많은 관광객들이 공원을 찾고 있다.

## 공원 위치
국채보상운동기념공원은 1907년 2월 21일 일제강점기 대구에서 시작된 대표적 민족운동인 국채보상운동을 기념하는 공원으로, 1998년 3월부터 1999년 12월까지 조성됐다. 공원 동쪽은 공평로, 북쪽은 국채보상로, 서쪽은 동덕로로 둘러싸여 있다. 민족시인 이육사, 박목월, 조지훈, 이호우, 윤동주의 시비와 대형영상시설물 등이 분수와 석조물 등 조경물과 어우러져 있다. ‘달구벌대종’은 매년 12월 31일 자정에 제야의 종 타종식을 거행한다.
국채보상운동기념공원에는 255m 길이의 대왕참나무 오솔길과 소나무숲, 분수와 정자, 잔디광장, 향토 출신 시인들의 시비가 세워져 있는 시상의 오솔길, 선현들의 명언비로 꾸민 명언순례의 길 등이 갖추어져 있다. 가로 9m, 세로 6m 규모의 대형 전광판을 통해 각종 생활정보와 프로그램 중계 등을 볼 수 있다. 공원 곳곳에는 낙락장송 및 이팝나무·산벚나무 등 30종 1만 2300여 그루의 수목과 원추리·은방울꽃 등 5종 3만여 본의 꽃이 심어져 있다. 또한 무게 22.5t의 달구벌 대종이 있어 해마다 이곳에서 '제야의 종' 타종식을 거행한다. 대구시민의 도심 속 휴식공간으로 이용되며, 각종 전시회와 공연장으로도 활용되고 있다.

### 사진

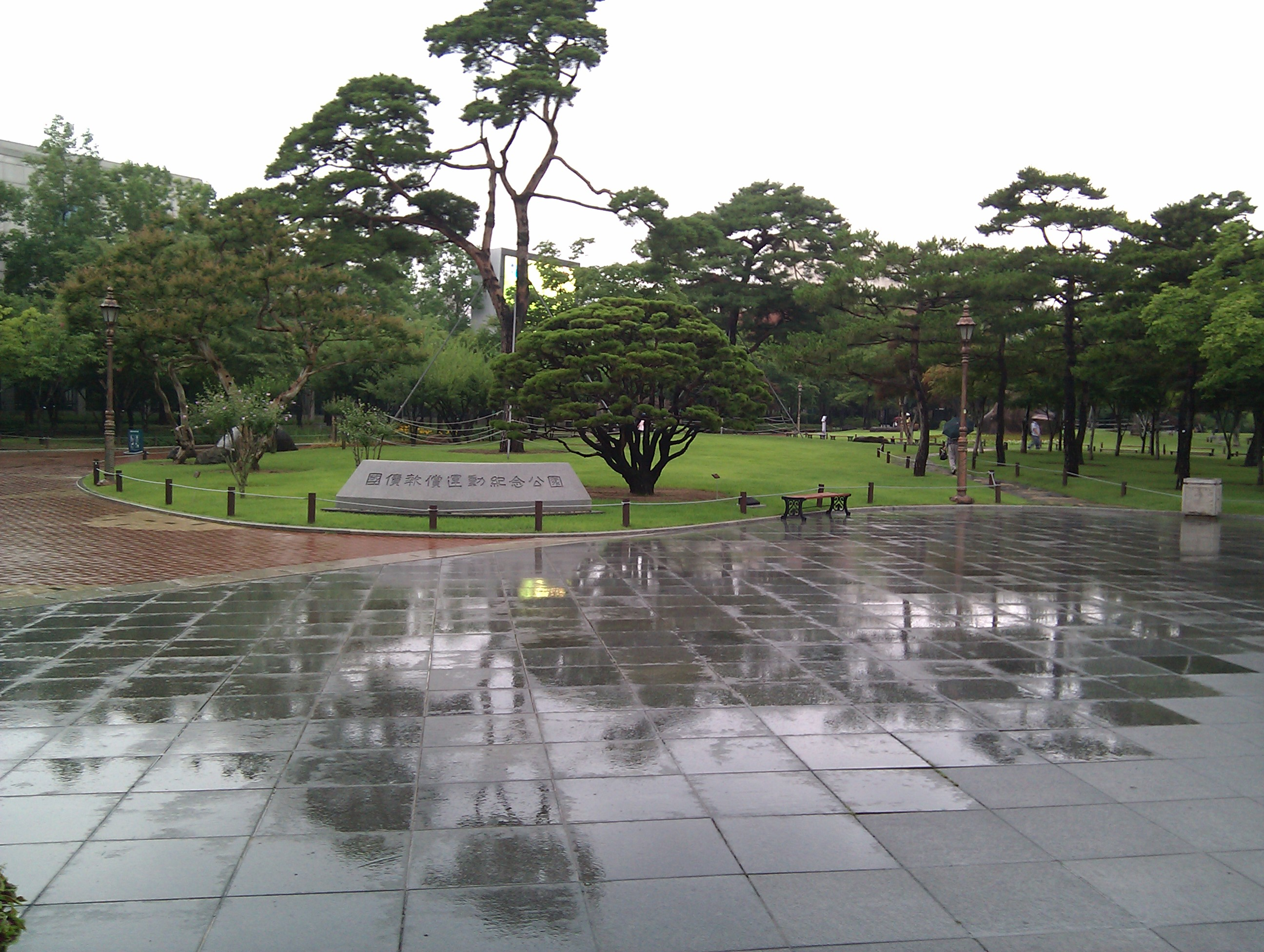
국채보상운동기념공원 표지석
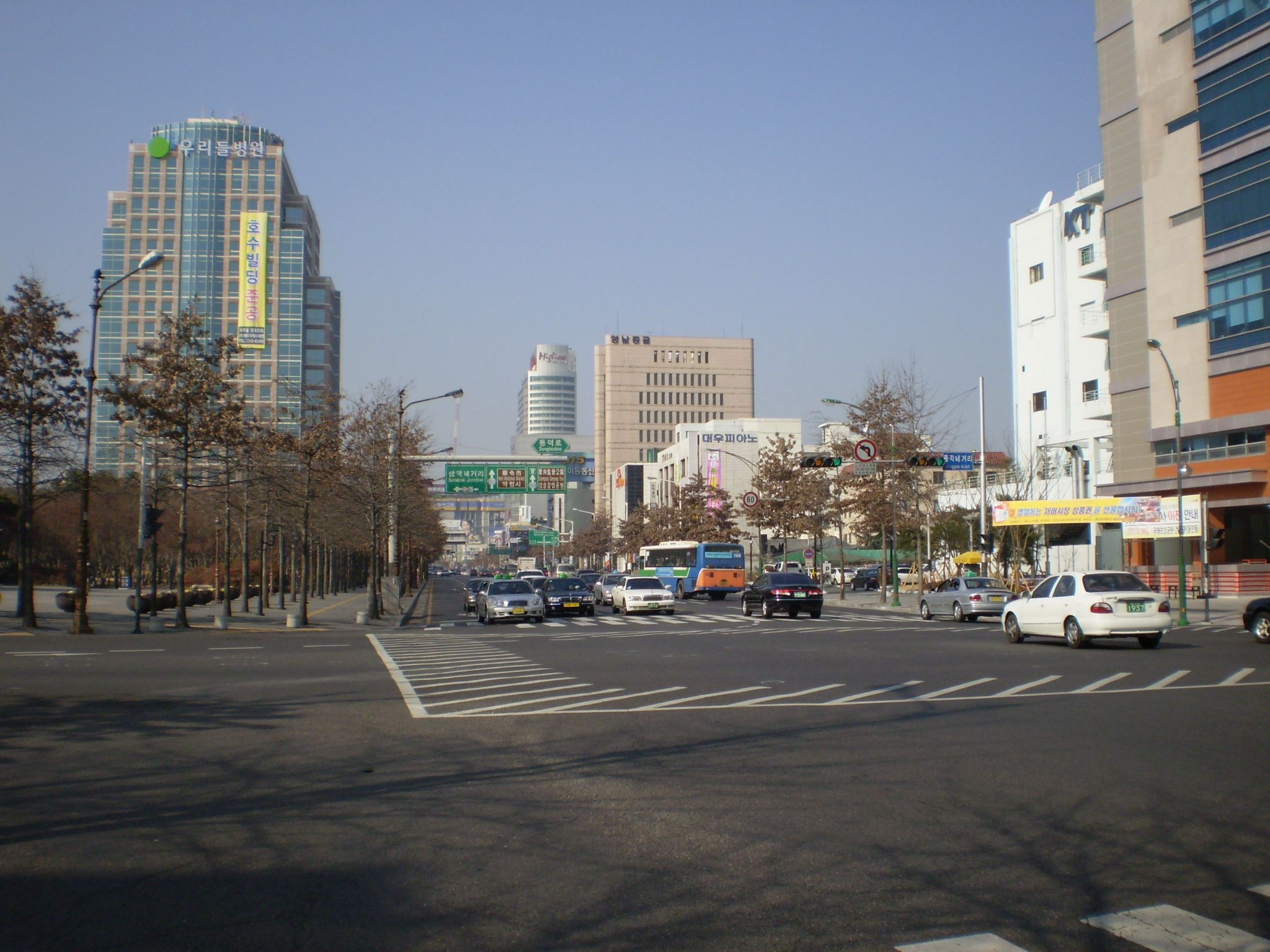
국채보상로 종각네거리 (도로 왼편이 국채보상운동기념공원이다)

## 같이 보기
- 국채보상운동
- 국채보상로
- 애국계몽운동